# Cheek to Cheek Tour
Cheek to Cheek Tour fue la primera gira musical a dúo de los cantautores estadounidenses Tony Bennett y Lady Gaga, realizada con el objetivo de promocionar su primer álbum de estudio a dúo, Cheek to Cheek (2014). El recorrido inició el 30 de diciembre de 2014 con un concierto en el Cosmopolitan de Las Vegas y concluyó el 1 de agosto de 2015 en el John F. Kennedy Center de Washington D. C., Estados Unidos. Bennett y Gaga ofrecieron conciertos mayormente en su país natal, visitando ciudades como Nueva York, Atlanta y Houston; sin embargo, también se presentaron en variedad de países de Europa, como Bélgica, Dinamarca y España. Igualmente, ofrecieron una presentación en el Reino Unido en presencia del Príncipe Enrique de Gales, donde el dinero recaudado fue donado a WellChild, esfuerzo caritativo destinado a ayudar a las familias de bajos recursos con niños enfermos.
La respuesta crítica de la gira fue favorable, con reseñas de los especialistas que alababan la química entre Bennett y Gaga en el escenario, así como el rendimiento vocal de cada uno. Comercialmente, también hubo alta demanda de las entradas, pese a los elevados precios. De acuerdo con el listado de medio año publicado por Pollstar, para julio de 2015, la gira había recaudado 13.1 millones de dólares estadounidenses con trece conciertos ofrecidos y una asistencia de casi 147 mil personas.

## Antecedentes
Inicialmente, no había planes concretos para una gira mundial de Cheek to Cheek. En octubre de 2014, Bennett y Gaga anunciaron que darían una presentación el 31 de diciembre en The Cosmopolitan, Las Vegas, Estados Unidos, para conmemorar la celebración de año nuevo. Todas las entradas para el concierto se agotaron casi al instante de estar a la venta. Tras ello, fueron anunciados conciertos para Los Ángeles, Concord y Nueva York. Situación similar se vivió en el Reino Unido, donde solo se había planeado un concierto para Londres, cuya recaudación sería donada a WellChild, un pequeño esfuerzo caritativo destinado a ayudar a las familias de bajos recursos con niños enfermos. Tras la respuesta comercial, se anunció un segundo concierto que tendría el mismo objetivo. En vista de que la respuesta en el continente europeo también era favorable, nuevas fechas para países como Dinamarca e Italia fueron añadidas.

## Recepción

### Recibimiento comercial

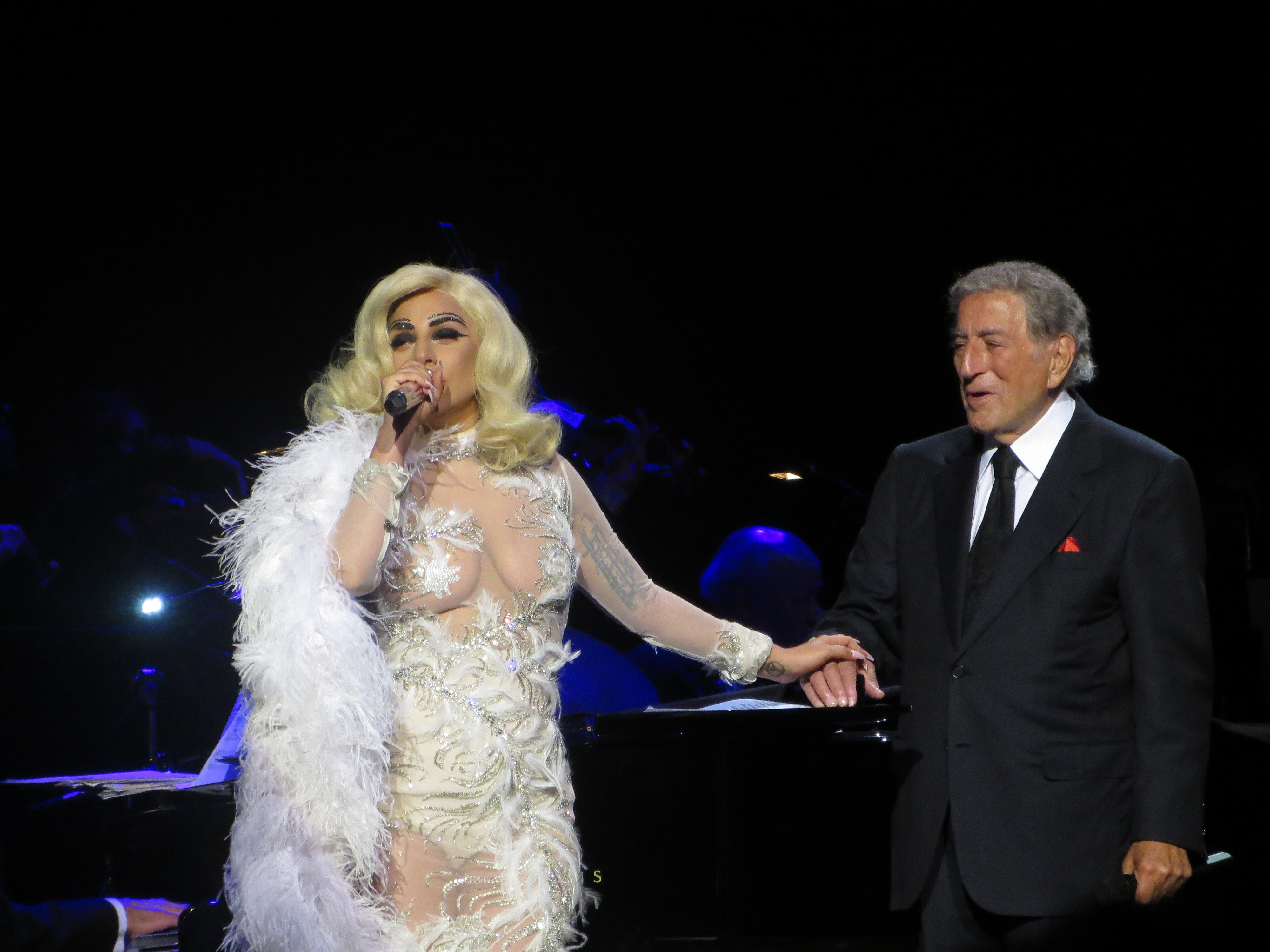
Bennett y Gaga cantando el 8 de junio de 2015 en el Royal Albert Hall de Londres, Reino Unido.

Inicialmente, la gira contaba con un número de espectáculos muy limitado. A pesar de los elevados precios de las entradas, los conciertos de Las Vegas, Nueva York y Londres se agotaron en cuestión de minutos, por lo que tuvieron que ser añadidas nuevas fechas, además de recitales adicionales para Los Ángeles y Vancouver. La revista Forbes luego de reportar los precios promedio de las entradas en las distintas ciudades, escribió que «los aficionados tienen suerte de tener un boleto en sus manos».

### Respuesta crítica
El espectáculo recibió la aclamación por parte de la crítica. El escritor Marc Graser de la revista Variety aprobó las «dulces», «brillantes» y «potentes» interpretaciones de Bennett y Gaga tanto individuales como a dúo. Añadió que si bien Gaga destacó más individualmente, a dúo con Bennett hacían una «mezcla perfecta» que demostraba la buena química en vivo de ambos. John Katsilometes de Las Vegas Sun también alabó el espectáculo diciendo que con los siete cambios de ropa de Gaga, era visualmente «deslumbrante», mientras que la voz de Bennett le daba un toque «dulce». Mike Weatherford de Las Vegas Review Journal le dio una calificación de A (que en el sistema de calificación estadounidense representa «excelente») y aseguró que la química en vivo de Bennett y Gaga era muchísimo mejor que sus simples voces en Cheek to Cheek. El crítico además alabó la emoción puesta en las interpretaciones solistas tanto de Bennett como de Gaga. Cindi Reed de Vegas Seven afirmó que ambos cantantes crearon «un nuevo clásico» y le otorgó al espectáculo cuatro estrellas de cinco. Expresó que la voz de Bennett era digna de un recital clásico suyo, mientras que la de Gaga «brilló de una forma que nunca lo hizo como estrella pop».

## Lista de canciones
Acto I - Introducción
1. «Anything Goes»
2. «Cheek to Cheek»
3. «They All Laughed»
4. «The Good Life»
5. «The Lady's in Love with You»
6. «Nature Boy»

Acto II - Solos
1. «How Do You Keep the Music Playing?» (solo Bennett)
2. «Sing, You Sinners» (solo Bennett)
3. «Bang Bang (My Baby Shot Me Down)» (solo Gaga)
4. «Bewitched, Bothered and Bewildered» (solo Gaga)
5. «Firefly» (solo Gaga)
6. «Smile» (solo Bennett)
7. «When You're Smiling» (solo Bennett)
8. «Steppin' Out with My Baby» (solo Bennett)

Acto III - Cierre
1. «I Won't Dance»
2. «For Once in My Life»
3. «The Best Is Yet to Come»
4. «I Can't Give You Anything But Love»
5. «Lush Life» (solo Gaga)
6. «Sophisticated Lady» (solo Bennett)
7. «Watch What Happens»
8. «Let's Face the Music and Dance»
9. «Ev'ry Time We Say Goodbye» (solo Gaga)
10. «I Left My Heart in San Francisco» (solo Bennett)
11. «Who Cares?»
12. «But Beautiful»

Encore
1. «The Lady Is a Tramp»
2. «It Don't Mean a Thing (If It Ain't Got That Swing)»

Fuente: Hit a Hit.

## Fechas de la gira y recaudación
| Norteamérica — Etapa I   |                  |                |                                  |                       |            |
| 30 de diciembre de 2014  | Las Vegas        | Estados Unidos | The Cosmopolitan                 | 4200 / 4200 (100%)    | $813 675   |
| 31 de diciembre de 2014  | Las Vegas        | Estados Unidos | The Cosmopolitan                 | 4200 / 4200 (100%)    | $813 675   |
| 8 de febrero de 2015     | Los Ángeles      | Estados Unidos | Wiltern Theatre                  | —                     | —          |
| 10 de abril de 2015      | Las Vegas        | Estados Unidos | The AXIS                         | 7942 / 8654 (91%)     | $1 057 009 |
| 11 de abril de 2015      | Las Vegas        | Estados Unidos | The AXIS                         | 7942 / 8654 (91%)     | $1 057 009 |
| 23 de abril de 2015      | Austin           | Estados Unidos | Moody Theater                    | —                     | —          |
| 24 de abril de 2015      | Houston          | Estados Unidos | The Pavilion                     | —                     | —          |
| 26 de abril de 2015      | Nueva Orleans    | Estados Unidos | New Orleans Jazz Festival        | —                     | —          |
| 25 de mayo de 2015       | Vancouver        | Canadá         | Queen Elizabeth Theatre          | —                     | —          |
| 26 de mayo de 2015       | Vancouver        | Canadá         | Queen Elizabeth Theatre          | —                     | —          |
| 28 de mayo de 2015       | Concord          | Estados Unidos | Concord Pavilion                 | —                     | —          |
| 30 de mayo de 2015       | Los Ángeles      | Estados Unidos | Hollywood Bowl                   | 33 357 / 34 534 (96%) | $2 671 774 |
| 31 de mayo de 2015       | Los Ángeles      | Estados Unidos | Hollywood Bowl                   | 33 357 / 34 534 (96%) | $2 671 774 |
| Europa — Etapa II        |                  |                |                                  |                       |            |
| 8 de junio de 2015       | Londres          | Reino Unido    | Royal Albert Hall                | —                     | —          |
| Norteamérica — Etapa III |                  |                |                                  |                       |            |
| 13 de junio de 2015      | Isla Paradise    | Bahamas        | Atlantis Paradise Island         | —                     | —          |
| 19 de junio de 2015      | Nueva York       | Estados Unidos | Radio City Music Hall            | —                     | —          |
| 20 de junio de 2015      | Nueva York       | Estados Unidos | Radio City Music Hall            | —                     | —          |
| 22 de junio de 2015      | Nueva York       | Estados Unidos | Radio City Music Hall            | —                     | —          |
| 23 de junio de 2015      | Nueva York       | Estados Unidos | Radio City Music Hall            | —                     | —          |
| 26 de junio de 2015      | Highland Park    | Estados Unidos | Ravinia Park                     | —                     | —          |
| 27 de junio de 2015      | Highland Park    | Estados Unidos | Ravinia Park                     | —                     | —          |
| 29 de junio de 2015      | Wallingford      | Estados Unidos | Oakdale Theatre                  | —                     | —          |
| 30 de junio de 2015      | Lenox            | Estados Unidos | Tanglewood                       | —                     | —          |
| Europa — Etapa IV        |                  |                |                                  |                       |            |
| 4 de julio de 2015       | Montecarlo       | Mónaco         | Salle des Etoiles                | —                     | —          |
| 6 de julio de 2015       | Montreux         | Suiza          | Stravinski Auditorium            | —                     | —          |
| 8 de julio de 2015       | Copenhagen       | Dinamarca      | Copenhagen Jazz Festival         | —                     | —          |
| 10 de julio de 2015      | Róterdam         | Países Bajos   | Ahoy Rotterdam                   | —                     | —          |
| 12 de julio de 2015      | Gante            | Bélgica        | Gent Jazz Festival               | —                     | —          |
| 15 de julio de 2015      | Perugia          | Italia         | Umbria Jazz Festival             | —                     | —          |
| 17 de julio de 2015      | Palafrugell      | España         | Cap Roig Festival                | —                     | —          |
| Norteamérica — Etapa V   |                  |                |                                  |                       |            |
| 24 de julio de 2015      | Atlantic City    | Estados Unidos | The Borgata                      | —                     | —          |
| 25 de julio de 2015      | Bethel           | Estados Unidos | Bethel Woods Center for the Arts | —                     | —          |
| 27 de julio de 2015      | Rochester        | Estados Unidos | Meadow Brook Music Festival      | 6738 / 6738 (100%)    | $594 810   |
| 29 de julio de 2015      | Atlanta          | Estados Unidos | Chastain Park                    | —                     | —          |
| 31 de julio de 2015      | Washington D. C. | Estados Unidos | John F. Kennedy Center           | —                     | —          |
| 1 de agosto de 2015      | Washington D. C. | Estados Unidos | John F. Kennedy Center           | —                     | —          |
| Total                    | Total            | Total          | Total                            | 52 237 / 54 126 (97%) | $5 137 268 |

### Conciertos cancelados y/o reprogramados
| Fecha              | Ciudad, País         | Lugar             | Motivo                                    |
| ------------------ | -------------------- | ----------------- | ----------------------------------------- |
| 9 de junio de 2015 | Londres, Reino Unido | Royal Albert Hall | Concierto cancelado por gripe de Bennett. |